# علي محسن علي مثنى
اللواء الركن دكتور علي محسن علي مثنى (م 1968)، عسكري يمني شغل منصب قائد المنطقة العسكرية السابعة من 10 أبريل 2013 وحتى 2016.

## المؤهلات العلمية
- بكالوريوس علوم عسكرية - الكلية الحربية أمتياز- صنعاء.
- ماجستير علوم عسكرية.
- زمالة كلية الحرب العليا.
- درجة الدكتوراه - أكاديمية ناصر - جمهورية مصر العربية.
- دورة قادة ألوية صواريخ أرض- أرض الاتحاد السوفيتي.
- دورة قادة كتائب صواريخ توشكا.
- دورة قادة بطاريات صواريخ توشكا.
- دورة صاعقة التعبوية

## المناصب التي تقلدها
1. - قائد فصيلة.
2. - قائد سرية صاعقة.
3. - قائد بطارية فنية صاروخية أرض - أرض توشكا.
4. - رئيس عمليات كتيبة فنية صاروخية أرض- أرض توشكا.
5. - قائد كتيبة فينة صاروخية أرض -ارض
6. - قائد كتائب الأسكود (آر 17).
7. - قائد لواء الأسكود (آر 17) من 1995/5/1م - 2011/11/8م.
8. - قائد مجموعة ألوية الصواريخ 2011/11/19م وجدد تعيينه 2012/12/20م.[2]
9. قائد المنطقة العسكرية السابعة (10 أبريل 2013-2016).[1]

## الأوسمة والأنواط
- وسام الوحدة 22 مايو من الدرجة الثالثة.
- وسام الشجاعة.
- وسام الشرف.
- وسام الخدمة.[3]